# Posta Kenya
Postal Corporation of Kenya (PCK), alias Posta Kenya est l’opérateur public responsable du service postal au Kenya.

## Réglementation
La PCK, Postal Corporation of Kenya est établie par un acte du parlement (PCK Act 1998) et est constituée en entreprise publique commerciale.

## Activités
Les fonctions principales de la société postale du Kenya sont les suivantes :
- lettre postale ;
- colis postaux ;
- ordres financiers ;
- service de messagerie (EMS).